# Dan Orbe
Dan Orbe, född den 13 april 1961 i Eskilstuna, är en svensk före detta friidrottare (sprinter). Han tävlade för Råby-Rekarne FIF och IF Göta. Som 19-åring sprang han 100 meter på 10,51 s och 200 meter på 21,16 s och spåddes en framgångsrik karriär. Men utvecklingen avstannade och han sprang aldrig ett fortare 100-meterslopp än det han gjorde som 19-åring och hans personbästa på 200 meter lyckades han endast sänka till 21,12 s.

## Personliga rekord
- 100 m (manuell tidtagning): 10,4 s (Norrköping 21 juni 1985)[7]
- 100 m (elektrisk tidtagning): 10,51 s (Helsingfors, Finland 30 augusti 1980)[8]
- 200 m (elektrisk tidtagning): 21,12 s (Stockholms Stadion 27 juli 1983)[9]

### Fotnoter
1. 1 2 3 4 5  Wiger 2006, s. 37.
2. 1 2 3 4 5  Wiger 2006, s. 40.
3. 1 2 3  Wiger 2006, s. 153.
4. ↑  Wiger 2006, s. 159.
5. ↑  ”P19 ute”. Arkiverad från originalet den 20 december 2011. https://web.archive.org/web/20111220185916/http://www.friidrott.se/rs/statistik/alltime/p19ute.aspx. Läst 1 november 2011.
6. ↑  ”En av Götas bästa sprinters!”. IF Göta. 8 september 2004. Arkiverad från originalet den 29 juli 2015. http://archive.today/2015.07.29-061922/http://ifgota.se/anekdoter2004/Anekdot_09.html.
7. ↑  Holmberg 2009, s. 33.
8. ↑  Holmberg 2009, s. 16.
9. ↑  Holmberg 2009, s. 50.